# Gethsemanekirche (Frankfurt am Main)

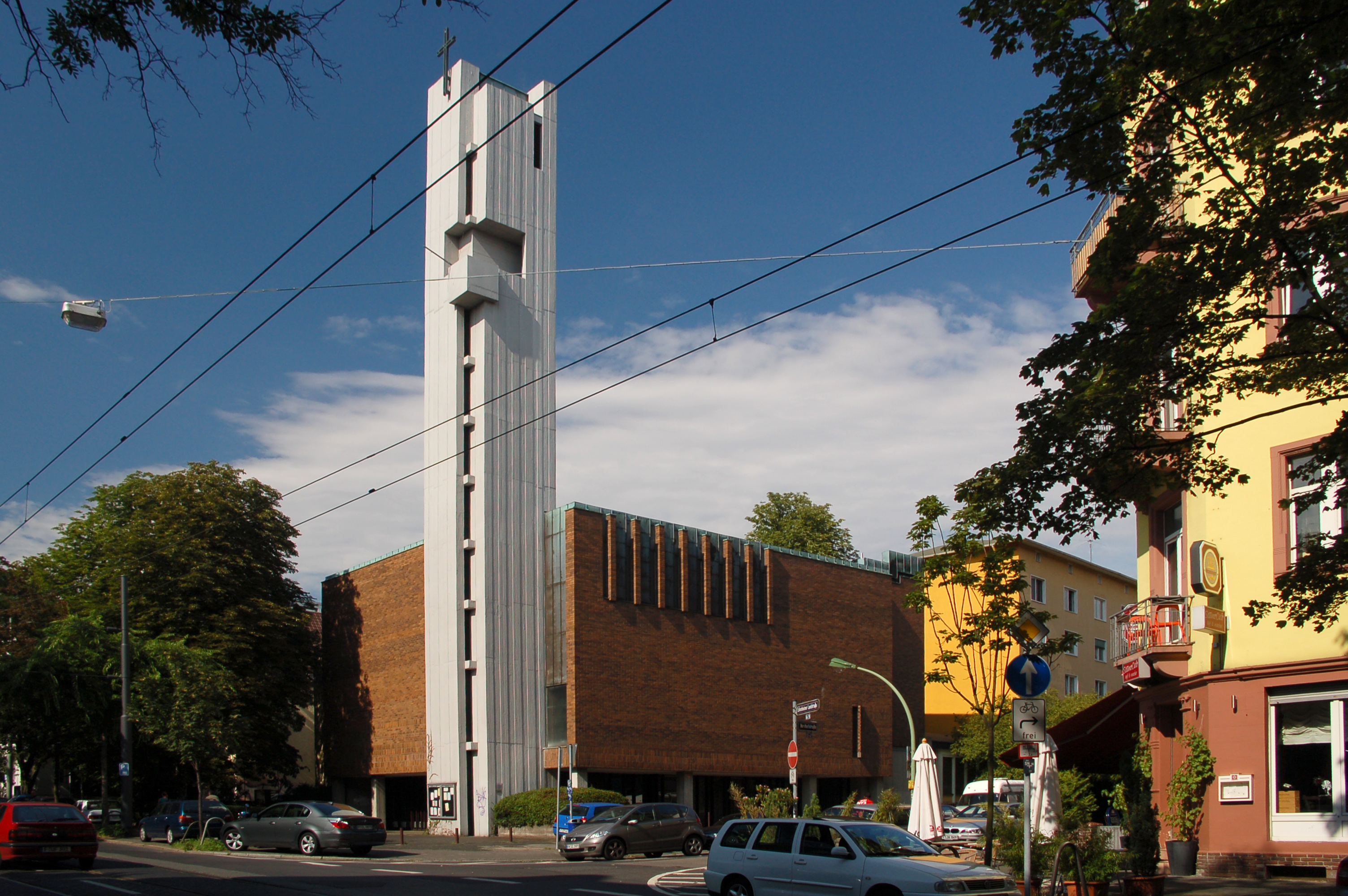
Gethsemanekirche

Die evangelische Gethsemanekirche in Frankfurt am Main (Nordend)  ist der letzte große Kirchenneubau Frankfurts im 20. Jahrhundert.

## Geschichte
Der Bauplatz, auf dem die Kirche heute steht, wurde bereits 1901 von der St. Petersgemeinde gekauft und dort ab 1903 ein Gemeindehaus errichtet, das 1906 eingeweiht wurde. Es steht noch heute. Nachdem die Gethsemanegemeinde 1964 aus der St.-Peters-Gemeinde ausgegliedert wurde, fanden in dessen großem Saal zunächst auch die Gottesdienste statt. 1965 fand dann ein Architektenwettbewerb für einen Kirchenneubau statt. Das war nicht unumstritten, da sich bereits damals der Mitgliederschwund der Volkskirchen abzeichnete. Letztendlich entschied sich die Gemeinde aber doch für einen Kirchenbau, der auch nach außen deutlich als solcher zu erkennen ist. Aus dem Wettbewerb ging Hans Georg Heimel als Sieger hervor. Dessen Planung wurde dann auch umgesetzt. Zwischen 1968, die Grundsteinlegung fand am 9. Juni 1968 statt, und 1970 entstand dann die heutige Kirche. Eingeweiht wurde sie am 1. März 1970 mit einem festlichen Gottesdienst.

## Kirchengebäude
Das Gebäude besteht aus drei Baukörpern: Der geosteten Kirche auf einem rechteckigen Grundriss, einem halbrunden Treppenhaus an der Nordseite und dem an der Südwestecke vorgestellten 31 Meter hohen Kirchturm. Zeittypisch ist das Gebäude als Beton-Stahlskelettbau errichtet. Der Kirchenraum und auch die Kanzel sind weitgehend in Klinkern in einem warmen braunen Ton ausgeführt. Diese Klinkerflächen kontrastieren mit Flächen aus hellem Sichtbeton. Insgesamt ist die Architektur in einer Post-Bauhaus-Ästhetik gehalten. Eine architektonische Besonderheit des Gebäudes ist, dass der Gottesdienstraum im ersten Stock liegt, während das Erdgeschoss Funktions- und Gemeinderäume aufweist. Das Dach hat einen Belag aus Kupferblech.
Das Kirchengebäude ist heute ein Kulturdenkmal aufgrund des Hessischen Denkmalschutzgesetzes. In der Begründung besonders hervorgehoben wird, dass das Raumkonzept und die Ausstattung nahezu unverändert aus der Bauzeit erhalten geblieben sind. Allerdings wurde 2012/2013 – da das Gemeindehaus aufgegeben wurde – das Erdgeschoss in Absprache mit der Denkmalpflege umgestaltet und für eine intensivere Nutzung umgebaut. Architekt dieses Umbaus war Matthias Heimel, Sohn von Hans Georg Heimel, dem Architekten des Ursprungsbaus. Bei dem Umbau wurden die Glaswände des Erdgeschosses etwas nach außen versetzt.

### Äußere Gestalt
Außen überragt der Turm in prominenter Position in seiner Eckstellung zur Neuhofstraße die Eckenheimer Landstraße und stellt eine städtebauliche Markierung beim Blick von der Innenstadt stadtauswärts über die Eckenheimer Landstraße dar. Mit dem Gebäude wurde eine Baulücke geschlossen. Die Höhe des Gebäudes nimmt benachbarte Gebäudefluchten auf. Der Kirchturm ist an den Baukörper der Kirche, ebenso wie das Treppenhaus, angelehnt. Letzteres durchbricht mit seiner halbrunden Form, seitlich angesetzt, den kubischen Gesamteindruck des Gebäudes. Turm und Treppenhaus, beide aus Sichtbeton, kontrastieren erheblich gegenüber dem sonst ein überwiegend warmes Braun-Rot aus Klinkern zeigenden Hauptkörper des Gebäudes.

### Kirchenraum
Der innere Grundriss ist nahezu quadratisch. Der Kirchenraum hat an Nord- und Westseite eine L-förmige Empore. Der Raum unter dem Hauptteil der Empore ist dabei so gestaltet, dass er auch als eigener Gottesdienstraum, als Kapelle, verwendet werden kann. Der Kirchenraum wird von acht Meter hohen nahezu geschlossenen Wandflächen bestimmt. Altar, Altarkreuz, Altarleuchter und „Kronleuchter“ sind ebenfalls nach Entwürfen von Hans Georg Heimel gestaltet. Tageslicht tritt im Altarbereich indirekt aus der Dachzone ein und über drei relativ kleine Öffnungen, die mit farbigen Glaskollagen von Bernd Rosenheim gestaltet sind: unter der Empore, seitlich der Kanzel und im Turmbereich. Sie wurden von Glasmalerei Derix, Düsseldorf, ausgeführt. Von Bernd Rosenheim stammen auch die Entwürfe für die Paramente. An des Stirnwand des Kirchenraums, im Altarbereich, ist eine Eisenplastik von Hermann Tomada angebracht, eine stilisierte Dornenkrone. Das Abendmahlsgerät besteht aus Zinn und wurde nach Entwürfen von Michael Voss von der Zinnwerkstatt H. Buchdrucker in Ludwigsburg gefertigt. Von Anfang an wurde eine flexible Bestuhlung eingesetzt, keine Kirchenbänke. Etwa 300 Besucher finden hier Platz. Der Kirchenraum ist mit einer Fußbodenheizung versehen.

### Orgel
Die mechanische Orgel mit 1390 Pfeifen befindet sich auf der Empore. Sie stammt von G. F. Steinmeyer & Co. in Öttingen, Bayern. Auch der Orgelprospekt stammt vom Architekten der Kirche, Hans Georg Heimel. Die Orgel besitzt 23 Register, verteilt auf zwei Manuale und Pedal.

### Funktionsräume
Im Gegensatz zum Kirchenraum mit seinen acht Meter hohen nahezu geschlossenen Wandflächen ist das Erdgeschoss durch große Glasflächen zur Straße und zum Innenhof hin geprägt. Ein Sitzungs- und Gemeinderaum im Erdgeschoss ermöglichen ein Zusammenbleiben der Gottesdienstgemeinde auch nach der Gottesdienstfeier und eröffnen interessante liturgische Gestaltungsmöglichkeiten.

### Geläut
Die drei Glocken – a1, h1 und d2 – wurden am 12. Februar 1970 von der Glockengießerei Rincker in Sinn gegossen.

## Gemeinde
Die Gethsemanegemeinde wurde 1964 aus der St. Petersgemeinde ausgegründet. Sie zählte damals mehr als 6000 Gemeindemitglieder, heute sind es etwa 1700. Die bei Gründung bestehenden zwei Pfarrbezirke, damals je von einem Pfarrer betreut, sind heute längst zusammengelegt. Das Gemeindegebiet liegt im Frankfurter Nordend zwischen Schwarzburgstraße, Oeder Weg, Koselstraße und Friedberger Landstraße. Es ist damit an drei Seiten von der Petersgemeinde umgeben, die sich inzwischen mit der Epiphaniasgemeinde zusammengeschlossen hat. Epiphaniasgemeinde und Gethsemanegemeinde geben gemeinsam die Zeitschrift Gemeindeblick heraus.
Die Gemeinde betreibt einen Kindergarten und eine Kindertagesstätte.
Gast in der Gethsemanekirche ist die Projektgemeinde nicht nur für Lesben und Schwule – Frankfurt am Main.